# Schmidt József (jogász)
Schmidt József (Előszállás, 1848. február 14. – Budapest, 1928. november 27.) jogász, közgazdász, kereskedelmi államtitkár, takarékpénztári igazgató, országgyűlési képviselő.

## Pályafutása
Édesapja idősebb Schmidt József, az előszállási cisztercita rendház gazdatisztje volt. Az általános iskolát és a gimnázium első két osztályát Budán végezte, majd a ciszterciek székesfehérvári főgimnáziumában fejezte be, ahol Wekerle Sándor iskolatársa volt. Tanulmányait a Budapesti Tudományegyetemen folytatta 1867-ben, majd az egyéves katonai szolgálat végzetével, hadnagyként doktorált 1872-ben, és 1873-ban köz-és váltóügyvédi oklevelet nyert. Még ugyanebben az évben Wekerlével és Wetzel Gyulával európai tanulmánykörútra ment és bejárták Olaszországot, Svájcot, Bajorországot. Visszatérve Budapesten nyitott ügyvédi irodát, de mellette mezőgazdasági ismeretekre is szert tett. Ennek eredményeként az Országos Magyar Gazdasági Egyesület 400 aranyas pályadíját nyerte el Jószágaink rendezése című munkájával, melyet később A magyar gazda hitele követett, melyet 2000 forinttal jutalmazták. E művek hívták fel a Pálffy család figyelmét, és hívták meg szomolányi birtokukra jószágigazgatónak. Itt három területen, bútor, vegyészeti és szeszgyár igazgatásában gyarapíthatta tudását 1885 és 1887 között.
1888-ban lépett állami szolgálatba, amikor az akkori államtitkár, Wekerle meghívására a pénzügyminisztériumban titkár lett. Itt az állami italmérési jövedékről szóló 1888. évi XXXV. törvénycikk kidolgozásában és elfogadtatásában játszott jelentős szerepet. Munkájáért 1890-ben osztálytanácsossá nevezték ki és az akkor már pénzügyminiszterként dolgozó Wekerle mellé került és az elnöki osztály vezetésével bízták meg. 1891-ben a földművelési minisztériumban lett miniszteri tanácsos és Kozma Ferenc munkáját (a II. főosztály, Lótenyésztés irányítását) vette át. Innen hamarosan a kereskedelmi minisztériumba lépett át. 1895-ben -miután Németh Imre, miniszteri tanácsos meghalt 1894-ben, majd Graenzenstein Béla pénzügyminisztériumi államtitkárrá nevezték- Schmidt lett a millenniumi ünnepségek harmadik igazgatója. 1896 márciusában az újonnan alapított Szabadalmi Hivatal elnöke lett, de az irányítást csak 1897 szeptemberében vette át ténylegesen. 1898-ban, miután Vörös László visszalépett, a kereskedelmi minisztérium államtitkára lett. Halassy Gyula 1898. decemberi halála után, 1899-től a besztercebányai kerületet képviselte a parlamentben, szabadelvű párti programmal, egészen 1905-ig.
1900-ban visszalépett az államtitkársági tisztjéből, hogy a budapesti Központi Takarékpénztár vezérigazgatója lehessen.
1916-ban megalakult a Pénzintézeti Központ, melynek első elnökévé Schmidtet nevezték ki és mellé  valódi belső titkos tanácsos kinevezést is kapott.
1926 elején saját kérésére vonult nyugdíjba.
Nejét, Falvay Flórát, 1874-ben vette feleségül, akitől három leánya született.

## Elismerései
- Ferenc József-rend csillaggal díszített középkeresztje
- porosz Korona-rend
- Szent Anna-rend I. osztályú középkeresztje
- a württembergi I. Frigyes–rend II. osztályú középkeresztje
- az orosz Anna-rend gyémántokkal díszített középkeresztje
- a bajor Mihály-érdemrend középkeresztje

## Főbb művei
- Jószágaink rendezésének fontosabb kérdéseiről. Az országos magyar gazdasági egyesület által a «Lyka»-féle (400 arany) pályadíjjal jutalmazott gazdasági szakmunka. (Bp., 1883);
- A gazdakör hitelügyleti bizottságának emlékirata a birtokosok hitelviszonyai tárgyában. (Bp., 1884);
- A kisbirtokosoknak termékeik értékesítése és szükségleteik kielégítésére szolgáló szövetkezetek (Bp., 1886);
- A magyar gazda hitele. Az országos magyar gazdasági egyesület által 2000 forint díjjal jutalmazott pályamunka. (Bp., 1886).
- Programmbeszédje, Besztercebányán 1898. dec. 28. (Beszterczebánya, 1898.)